# ماريا تيريزا مورا
ماريا تيريزا مورا (بالإسبانية: María Teresa Mora)‏ هي لاعبة شطرنج كوبية، ولدت في 15 أكتوبر 1902 في هافانا في كوبا، وتوفي بنفس المكان في 3 أكتوبر 1980.

## وصلات خارجية
- ماريا تيريزا مورا على موقع مباريات الشطرنج (الإنجليزية)
- ماريا تيريزا مورا على موقع 365Chess.com (الإنجليزية)
- ماريا تيريزا مورا على موقع Chesstempo.com (الإنجليزية)